# Rheumaptera lugens
Rheumaptera lugens is een vlinder uit de familie van de spanners (Geometridae). De wetenschappelijke naam van de soort is voor het eerst geldig gepubliceerd in 1886 door Charles Oberthür.